# Солом'яний бичок (мультфільм, 1954)
«Солом'яний бичок» — радянський мальований мультиплікаційний фільм 1954 року, є екранізацією української народної казки «Бичок – смоляний бочок». Мультфільм створили на студії «Союзмультфільм» режисери Ольга Ходатаєва та Леонід Арістів.

## Сюжет
Якось на хутір, де жив дід зі своєю онукою, пробралися лисиця, ведмежа та заєць. Ведмедик крав мед, заєць — моркву, а лисиця викрала півня. Дід, що побачив це, кинувся за звірами в погоню, але ті вислизнули. Внучка засмучена втратою півника і починає плакати. Щоб її втішити, дід змайстрував їй солом'яного бичка, якому засмолив боки. Дід вирушає до лісу на пошуки зловмисників, а онука вирушила з бичком у поле і там заснула. У цей момент бичка зустрічає ведмежа, намагається з ним потоваришувати. Не отримавши відповіді, ведмедик починає бійку і прилипає до його смоляних боків. Приходить лисиця, ведмежа просить допомогти йому вибратися. Лисиця відмовляється, хоче пройти повз, але її хвіст прилипає до смоли. Вдається заєць і кричить звірам про те, що по лісі їх шукає дід із рушницею, але, з вини лисиці, теж опиняється в пастці. З'являється дід і приводить звірів, що попалися, додому. Там він розмірковує, що зробить із нею. Але онука просить їх відпустити. Дід погоджується з умовою того, що звірі повернуть крадене і в чужий город ніколи не підуть. У результаті, лисиця повертає півня, ведмежа приносить мед. Лише заєць повернувся ні з чим, бо в лісі капусти немає, а до городу він ходити не стане. Дід прощає зайця, який засвоїв урок.

## Творці
- Сценарій - Зінаїда Філімонова
- Режисери - Ольга Ходатаєва, Леонід Арістів
- Композитор - Микола Будашкін
- Художник-постановник - Леонід Арістов
- Помічник художника — О. Дураков
- Художники-мультиплікатори: Фаїна Єпіфанова, Роман Давидов, Лідія Резцова, Роман Качанов, Володимир Арбеков, Борис Бутаков, Ігор Підгірський, Віктор Лихачов, Олена Хлудова, Василь Рябчиков, Борис Чані
- Художники-декоратори: Віра Валеріанова, І. Троянова, Ольга Геммерлінг, Віра Роджеро, І. Прокоф'єва
- Оператор - Н. Соколова
- Звукооператор - Георгій Мартинюк
- Технічні помічники: Г. Любарська, Є. Шилова
- Асистент з монтажу - Ніна Майорова

## Ролі озвучували
- Марія Виноградова - Заєць;
- Юрій Хржановський - Ведмедик;
- Борис Чирков - Дід;
- Галина Новожилова - Внучка, Лисиця.

## Український дубляж
Українською мовою мультфільм дубльовано студією «Так Треба Продакшн» у 2005 році. Ролі дублювали: Борис Вознюк, Анатолій Пашнін, Володимир Терещук, Наталя Надірадзе і Олена Бліннікова.